# Hàm số bậc nhất
Hàm số bậc nhất hay hàm số tuyến tính là hàm số của một hay nhiều biến biểu diễn dưới dạng đa thức với bậc cao nhất của tất cả các biến là 1. Ví dụ với 3 biến x, y, z thì hàm số bậc nhất có dạng
{\displaystyle f(x,y,z)=ax+by+cz+d}
Đối với trường hợp đặc biệt đơn biến thì hàm này có dạng:
{\displaystyle f(x)=ax+b}.

## Hàm đơn biến

### Chiều biến thiên

Đồ thị hàm

Hàm số {\displaystyle f(x)=ax+b} đồng biến trên R nếu a>0, nghịch biến trên R nếu a<0

### Đồ thị
Đồ thị của hàm số y=ax+b là đường thẳng có hệ số góc là a và có các tính chất sau:
- Cắt trục tung tại điểm có tung độ bằng b, b được gọi là tung độ gốc của đường thẳng.
- Khi b=0, đường thẳng đi qua gốc tọa độ O(0,0)

## Ứng dụng

### Dấu của nhị thức bậc nhất
Nhị thức bậc nhất {\displaystyle f(x)=ax+b} có giá trị cùng dấu với hệ số a nếu {\displaystyle x>-{\frac {b}{a}}} và trái dấu với hệ số a nếu {\displaystyle x<-{\frac {b}{a}}}